# Лакіс Ніколау
Пантеліс (Лакіс) Ніколау (грец. Παντελής (Λάκης) Νικολάου, нар. 17 липня 1949, Іос) — грецький футболіст, що грав на позиції захисника.
Виступав за клуб АЕК, а також національну збірну Греції.
Триразовий чемпіон Греції. Володар Кубка Греції. 

## Клубна кар'єра
У дорослому футболі дебютував 1969 року виступами за команду клубу АЕК, кольори якої і захищав протягом усієї своєї кар'єри гравця, що тривала цілих тринадцять років. За цей час тричі виборював титул чемпіона Греції.

## Виступи за збірну
1973 року дебютував в офіційних матчах у складі національної збірної Греції. Протягом кар'єри у національній команді, яка тривала 8 років, провів у формі головної команди країни 15 матчів.
У складі збірної був учасником чемпіонату Європи 1980 року в Італії.

## Титули і досягнення
- Чемпіон Греції (3):

АЕК: 1970-1971, 1977-1978, 1978-1979
- Володар Кубка Греції (1):

АЕК: 1977-1978